# Chinjenje
Chinjenje (auch Tchindjenje und Tchinjenje) ist eine Kleinstadt und ein Landkreis in Angola.

## Verwaltung
Chinjenje ist Sitz eines gleichnamigen Kreises (Município) in der Provinz Huambo. Der Kreis umfasst eine Fläche von 800 km² und hat etwa 9000 Einwohner (Schätzung 2011). Die Volkszählung 2014 soll fortan gesicherte Bevölkerungsdaten liefern.
Der Kreis Chinjenje setzt sich aus zwei Gemeinden (Comunas) zusammen:
- Chinjenje
- Tchiaca (auch Chiaca)

## Persönlichkeiten
- José Nambi (1949–2022), katholischer Bischof